# 1956年香港
|        | 香港歷史 \| 香港歷史年表                                                                                                   |
| 世紀： | 19世紀香港 \| 20世紀香港 \| 21世紀香港                                                                                     |
| 年代： | 1920年代香港 \| 1930年代香港 \| 1940年代香港 \| 1950年代香港 \| 1960年代香港 \| 1970年代香港 \| 1980年代香港               |
| 年份： | 1952年香港 \| 1953年香港 \| 1954年香港 \| 1955年香港 \| 1956年香港 \| 1957年香港 \| 1958年香港 \| 1959年香港 \| 1960年香港 |
| 紀年： | 丙申年（猴年）、香港開埠115周年、香港重光11周年                                                                            |

## 政府

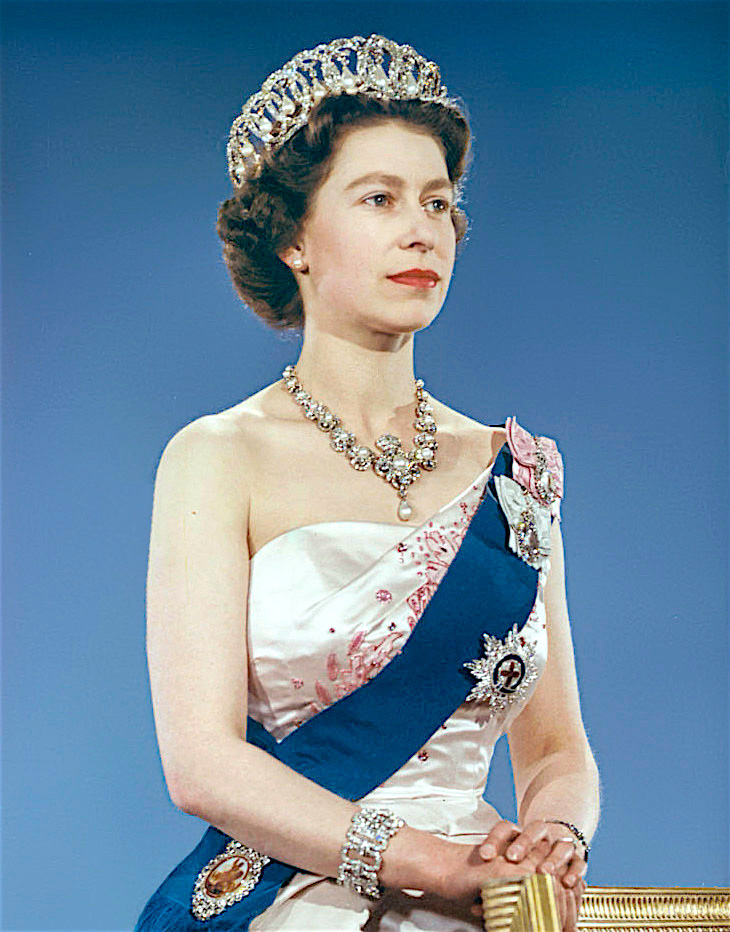
英国君主：伊丽莎白二世

## 大事記
- 2月5日，石崗1架皇家空軍「吸血鬼」飛機墜毀，2人身亡。
- 2月9日，銅鑼灣至牛頭角渡輪線開辦。
- 2月25日，西環海傍有私家車失事墮海，演成6屍7命。[1]
- 3月3日：
  - 元州街染織廠機器爆炸，2人死亡。
  - 第二屆藝術節舉行。
- 3月11日，駐港英軍大檢閱。
- 3月26日，兩架英軍噴射機因大霧失事撞向鯉魚門魔鬼山上，兩名機司死亡，並焚斃1名老婦。[2]
- 4月27日，紅磡火車車廠機車氣鍋發生爆炸，工人6死5傷。[3]
- 5月3日，九龍仔大坑西塌屋致4屍5命。
- 5月6日，200餘人競逐模範母親。
- 5月14日，干諾道西私家車墮海，4人溺斃。
- 5月20日，元朗巴士墮崖，2死31傷。
- 5月22日，移民局宣佈簡化旅行手續。
- 6月28日，荷李活道磅巷發生一屍兩命兇殺案。[4]
- 6月30日，漆咸道246號3樓男子因懷疑妻子不貞，以短劍刺死妻子。
- 7月31日，尖沙咀金巴利道六十五號萬邦公寓309號房，一名英兵殺害其覱子。[5]
- 8月1日，銅鑼灣大坑道木屋區大火，焚屋約百間。[6]
- 8月14日，筲箕灣亞公岩石礦場發生山崩，活埋12人，最後證實2死10傷。
- 8月23日，深水埗基隆街161號2樓發生火警燒死3人及4人受傷。

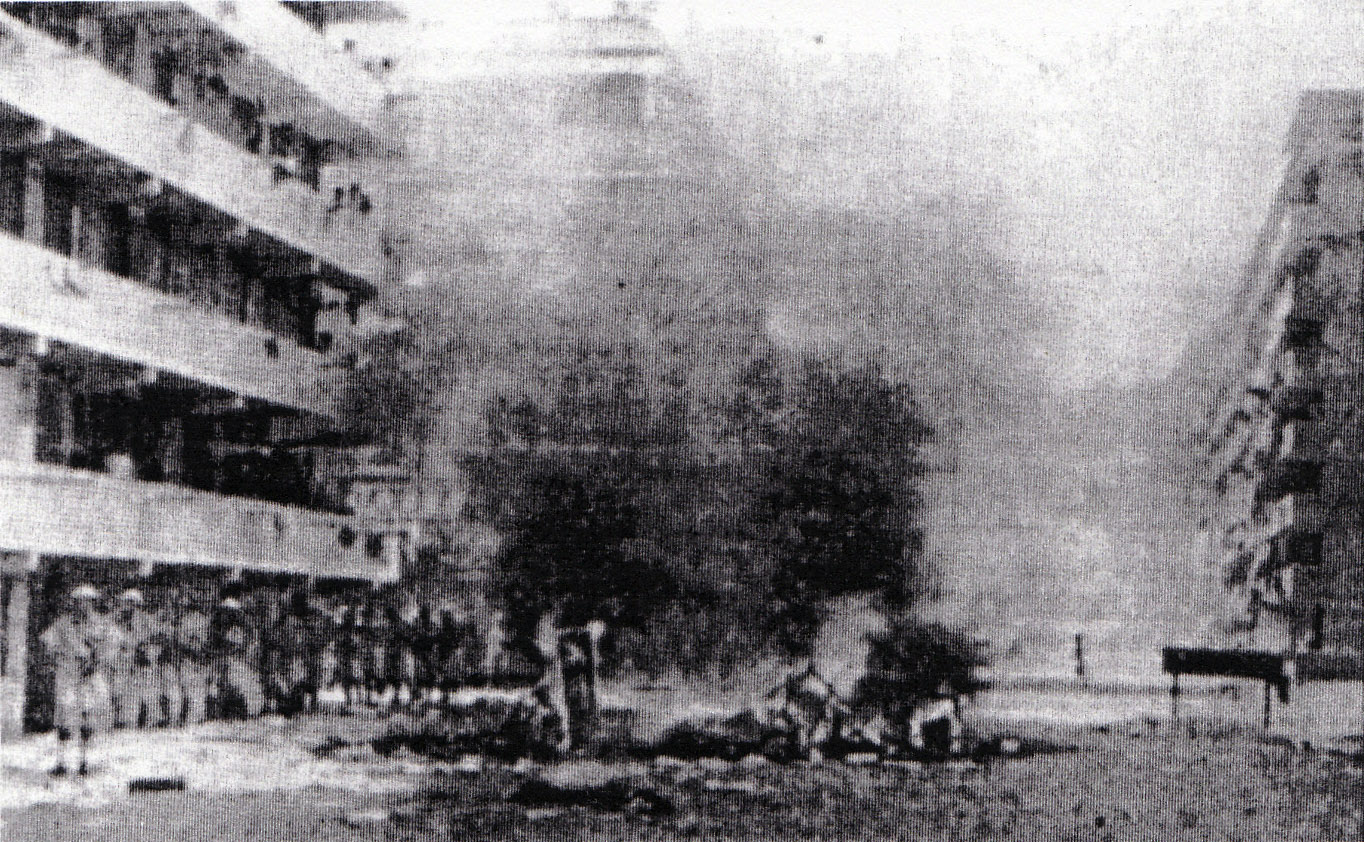
李鄭屋邨爆發嚴重暴亂。

- 9月7日，九龍九龍仔大坑西龍華街龍華酒樓發生數十人持械尋仇血案[7]
- 10月10日，李鄭屋邨發生嚴重暴動[8]，隨後數天共造成約60死300傷。
- 10月11日，騷亂蔓延至荃灣，暴徒闖入多座工廠縱火破壞大開殺戒，多名女工遭姦殺，荃灣街上屍橫遍野，30人喪生，英軍前往鎮壓，拘捕百餘人。[9][10]
- 10月12日，港府發佈九龍半島戒嚴令。
- 10月13日，警方大肆掃蕩九龍騷亂中的不法份子，共拘3,000餘人。
- 10月15日，中國總理周恩來向英國政府提出嚴重抗議，指責英屬香港政府在九龍騷亂事件中控制不力，致使人員、財物損失慘重。
- 10月16日，九龍及新界全面解嚴，港督葛量洪召開記者會，認為九龍動亂源於黑社會鼓動[11]，又稱中國政府對港府的指責是干預內政。
- 11月29日:
  - 第十四屆工展會由港督揭幕。
  - 天后廟道木屋區清晨發生大火，焚燬木屋二百餘間，災民二千餘多人失踪數人受傷。[12]
  - 佐頓道碼頭前停車塲發生三車連環相撞，1人死亡。[13]
- 12月23日，上水石湖墟第二次大火，焚燬200多間屋，4人喪生。

## 出生人物
- 5月24日：袁志偉，無綫新聞主管，任內其編採方針備受爭議。
- 9月12日：張國榮，已故著名歌手（2003年4月1日自殺身亡）。

## 逝世人物
- 4月26日，何東爵士。
- 5月16日，女歌星盛秀珍遇刺身亡。